# Pietro Colonna (cardinal, 1288)
Pour les articles homonymes, voir Colonna et Pietro Colonna (cardinal, 1760).
Pietro Colonna (né vers 1260 à Rome, capitale des États pontificaux, et mort en Avignon, le 14 août 1326) est un cardinal italien du XIVe siècle. Il est un neveu du cardinal Jacopo Colonna (1278) et l'oncle du cardinal Giovanni Colonna (1327). 
Les autres cardinaux de la famille Colonna sont Giovanni Colonna (1212), Giacomo Colonna (1278), Agapito Colonna (1378), Stefano Colonna (1378), Oddone Colonna (1405), le futur pape Martin V, Prospero Colonna (1426), Giovanni Colonna (1480), Pompeo Colonna (1517), Marco Antonio Colonna, seniore (1565), Ascanio Colonna (1586), Girolamo Colonna (1627), Carlo Colonna (1706), Prospero Colonna (1739), Girolamo Colonna di Sciarra (1743), Prospero Colonna di Sciarra (1743), Marcantonio Colonna, iuniore (1759) et Pietro Colonna (1766), qui prend le nom de Pamphili.

## Repères biographiques
Colonna est marié, mais avant de consommer le mariage, il entre l'état ecclésiastique. Il est chanoine à Padoue et à Vérone.
Colonna est créé cardinal-diacre avec le titre de S. Eustache par le pape Urbain VI lors du consistoire du 16 mai 1288. Le cardinal Colonna est nommé légat a latere en France. Avec son oncle, le cardinal Jacopo Colonna, il est déposé par le pape Boniface VIII pour avoir entretenu une correspondance sécrète avec Frederico, usurpateur de Sicile, et avec Philippe le Bel et pour ne pas rendre au pape les forteresses qu'il possède.
Le cardinal Colonna participe au conclave 1292-1294, lors duquel Célestin V est élu, au conclave de 1294 (élection de Boniface VIII). Déposé, il ne peut pas participer au conclave de 1303 (élection de Benoît XI), ni au conclave de 1304-1305 (élection de Clément V), qui le rétablit comme cardinal en 1305 et lui donne le titre de S. Angelo in Pescheria en 1306.